# Spalax microphthalmus
Spalax microphthalmus är en däggdjursart som beskrevs av Güldenstädt 1770. Spalax microphthalmus ingår i släktet Spalax och familjen mullvadsråttor. IUCN kategoriserar arten globalt som livskraftig. Inga underarter finns listade i Catalogue of Life.
Arten når en kroppslängd (huvud och bål) av 190 till 315 mm, saknar svans och väger 120 till 818 g. Honor når inte samma storlek som hannar. Ovansidans päls är mörk stråfärgad med gråa nyanser och undersidan är ljusare stråfärgad utan grå. Huvudet är däremot ljusgrå. Några exemplar har en liten gulaktig fläck nära nosen. Även en vitaktig strimma kan förekomma på hjässan. Individerna byter under september till en tjockare vinterpäls som åter byts i maj eller juni. Honor har sex spenar.
Denna gnagare förekommer i östra Ukraina och i sydvästra Ryssland. Arten lever främst i låglandet. Habitatet utgörs av stäpper, andra gräsmarker, skogens kanter och av jordbruksmark. Spalax microphthalmus föredrar svartjord och undviker områden med mycket sand eller lera.
Individerna gräver komplexa underjordiska tunnelsystem. Födan utgörs nästan uteslutande av rötter, rotfrukter och andra underjordiska växtdelar. Förrådet som samlas i boet kan väga upp till 14 kg. Honor har vanligen i mars en kull med 2 till 5 ungar. När ungarna lämnar moderns bo vistas de en tid ovanpå marken och de faller ofta offer för rovlevande djur.
I södra delen av utbredningsområdet är Spalax microphthalmus ett betydande skadedjur på odlade växter.

## Bildgalleri

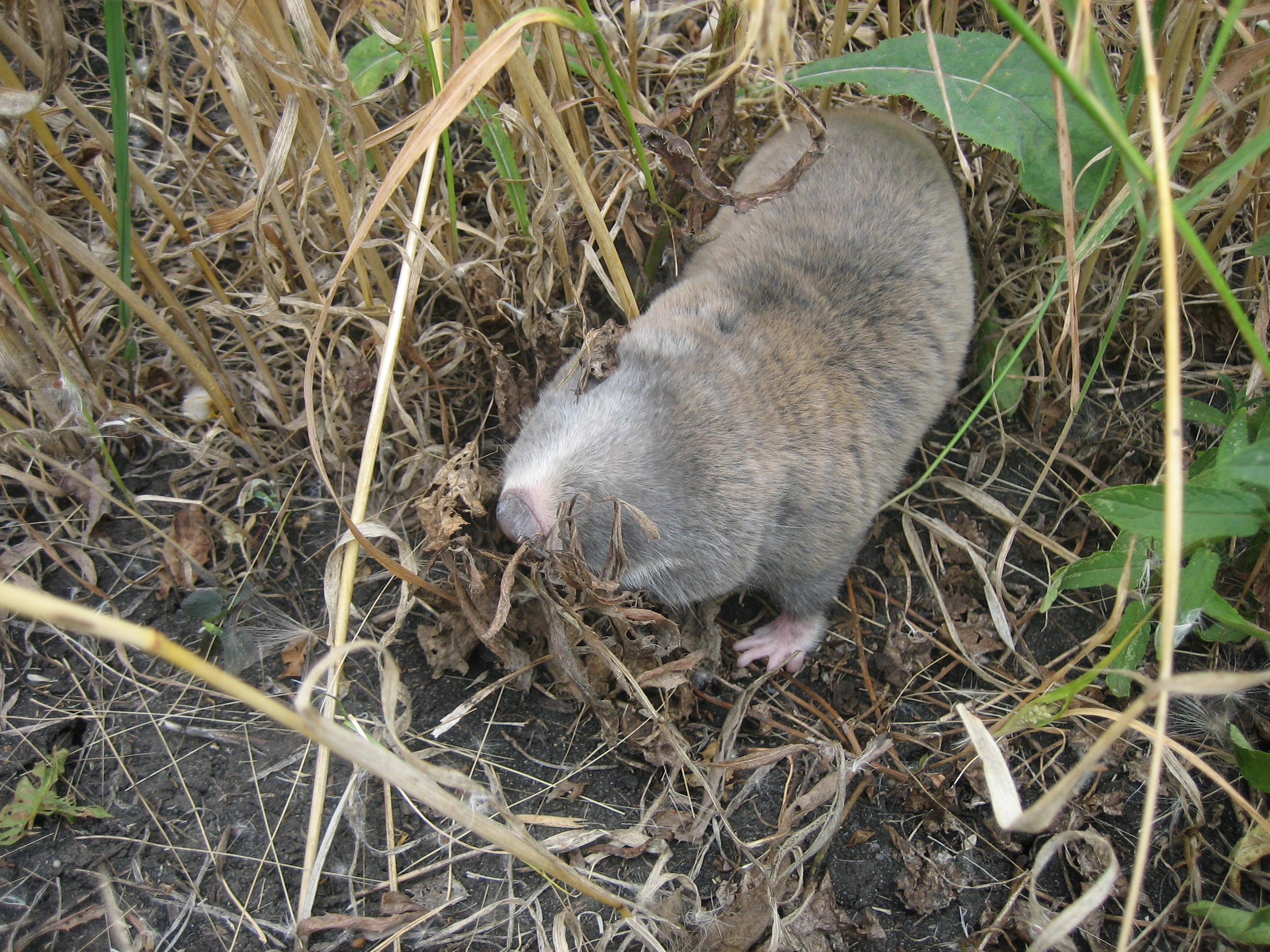
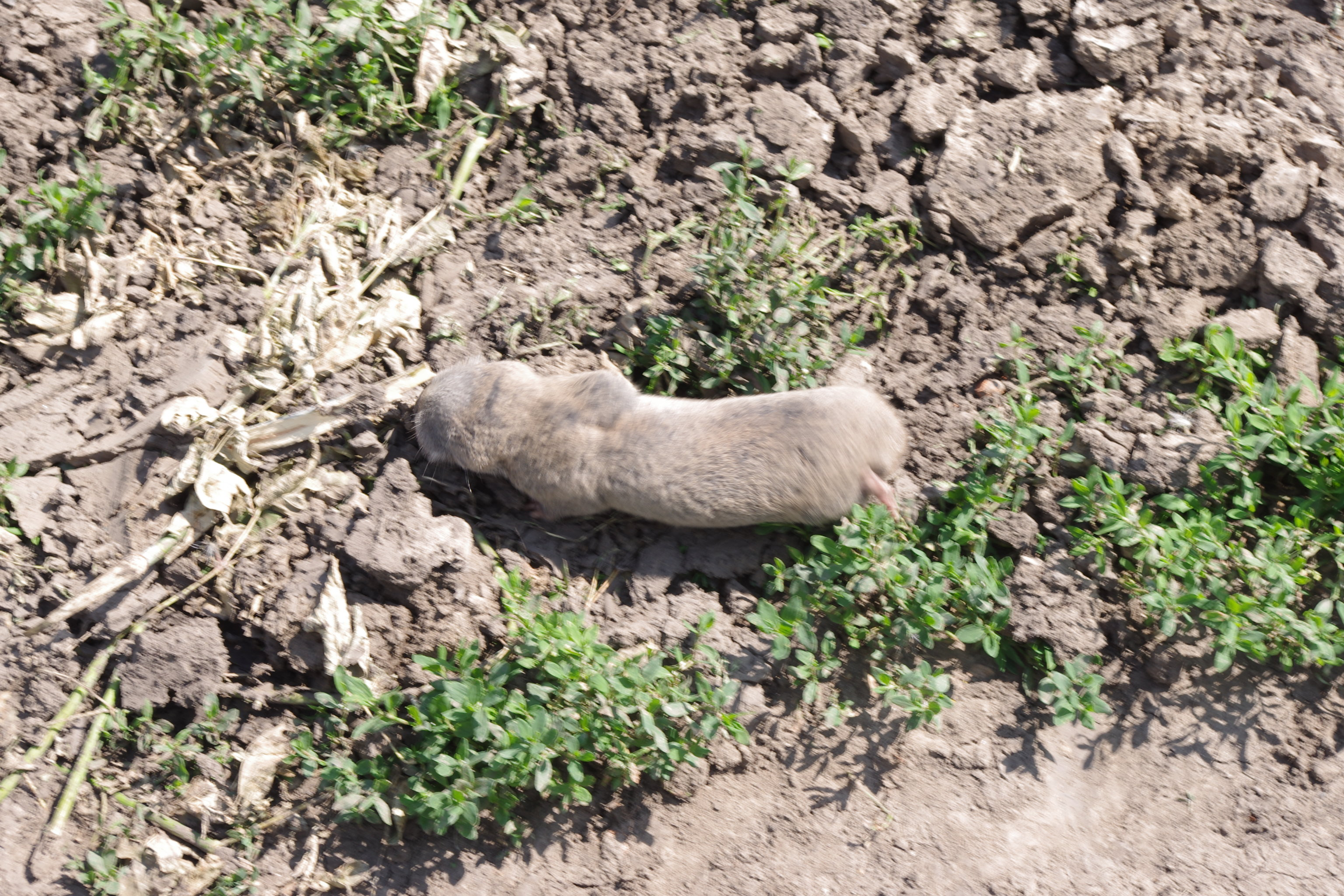
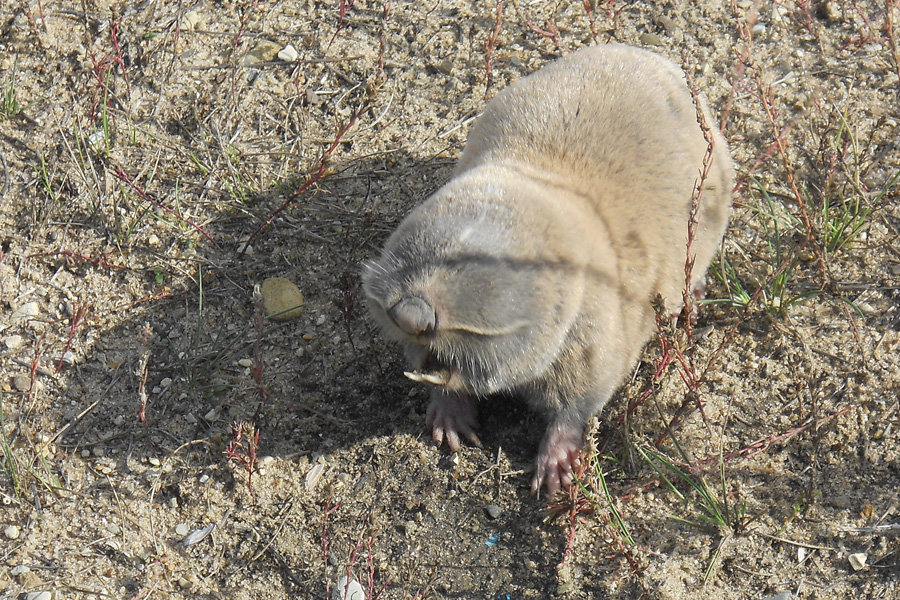
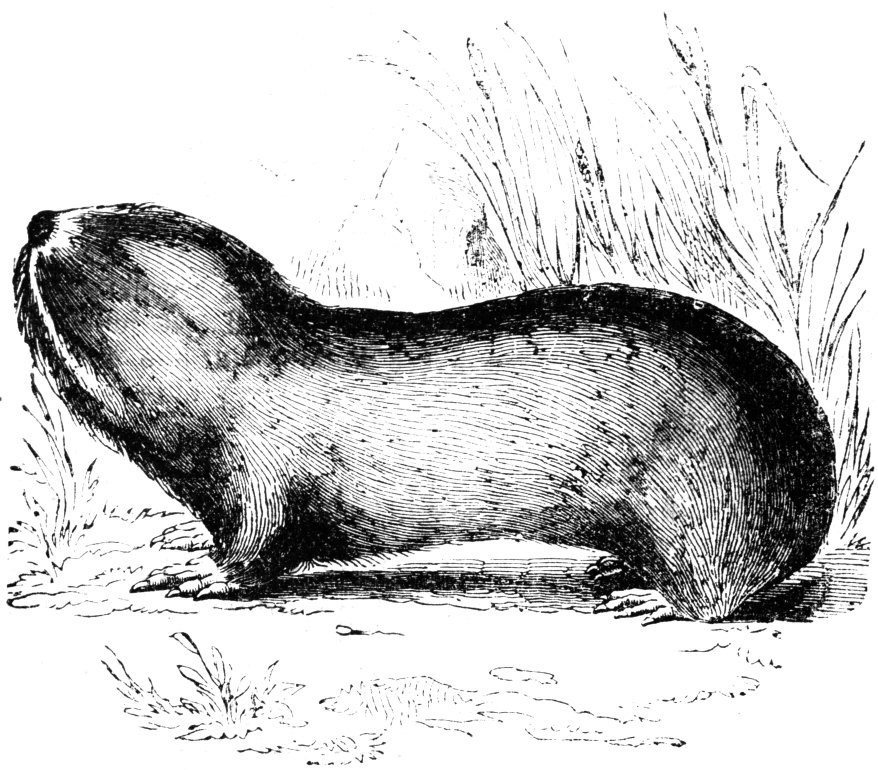